# Alseodaphne habrotricha
Alseodaphne habrotricha är en lagerväxtart som beskrevs av Kostermans. Alseodaphne habrotricha ingår i släktet Alseodaphne och familjen lagerväxter. Inga underarter finns listade i Catalogue of Life.